# Cleora proletaria
Cleora proletaria là một loài bướm đêm trong họ Geometridae.